# Maria Santissima della Visitazione (Enna)

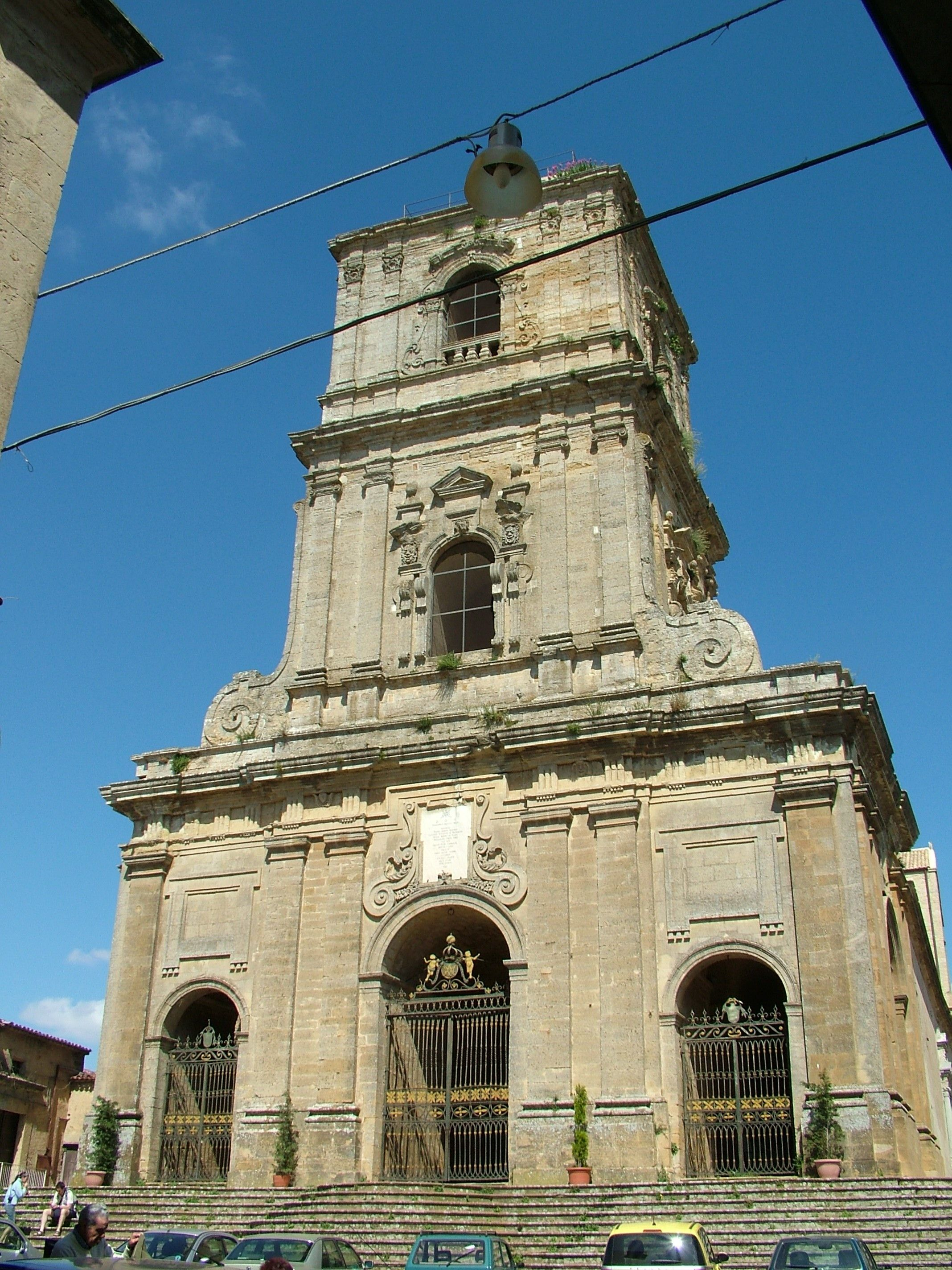
Fassade des Dom

Die Kirche Maria SS. della Visitazione ist die Hauptkirche (Chiesa Madre) von Enna in Sizilien. Sie wird auch als „Duomo“ (Dom) bezeichnet, obwohl sie kein Bischofssitz ist.

## Geschichte

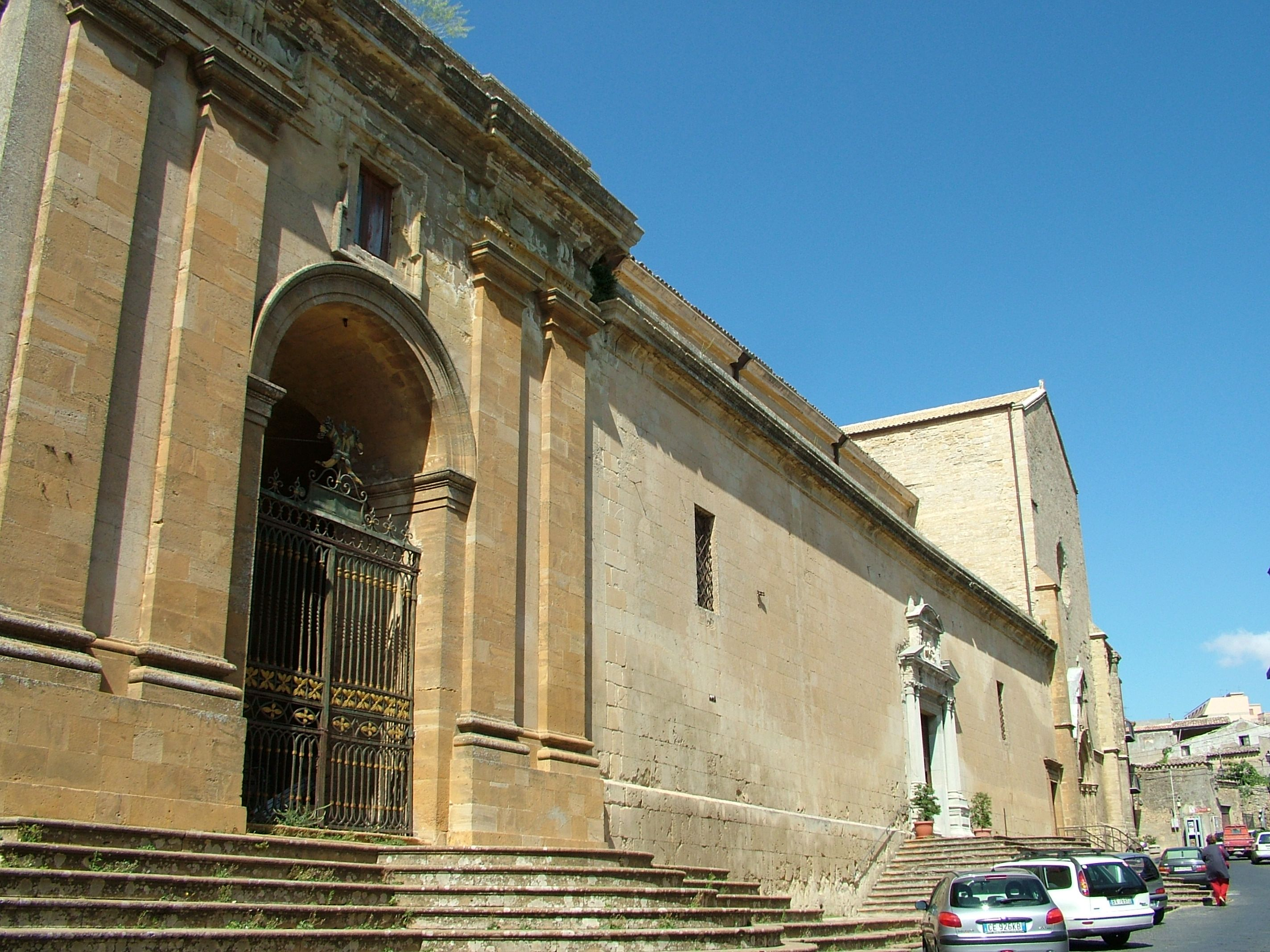
Die Seitenwand zur Via Roma

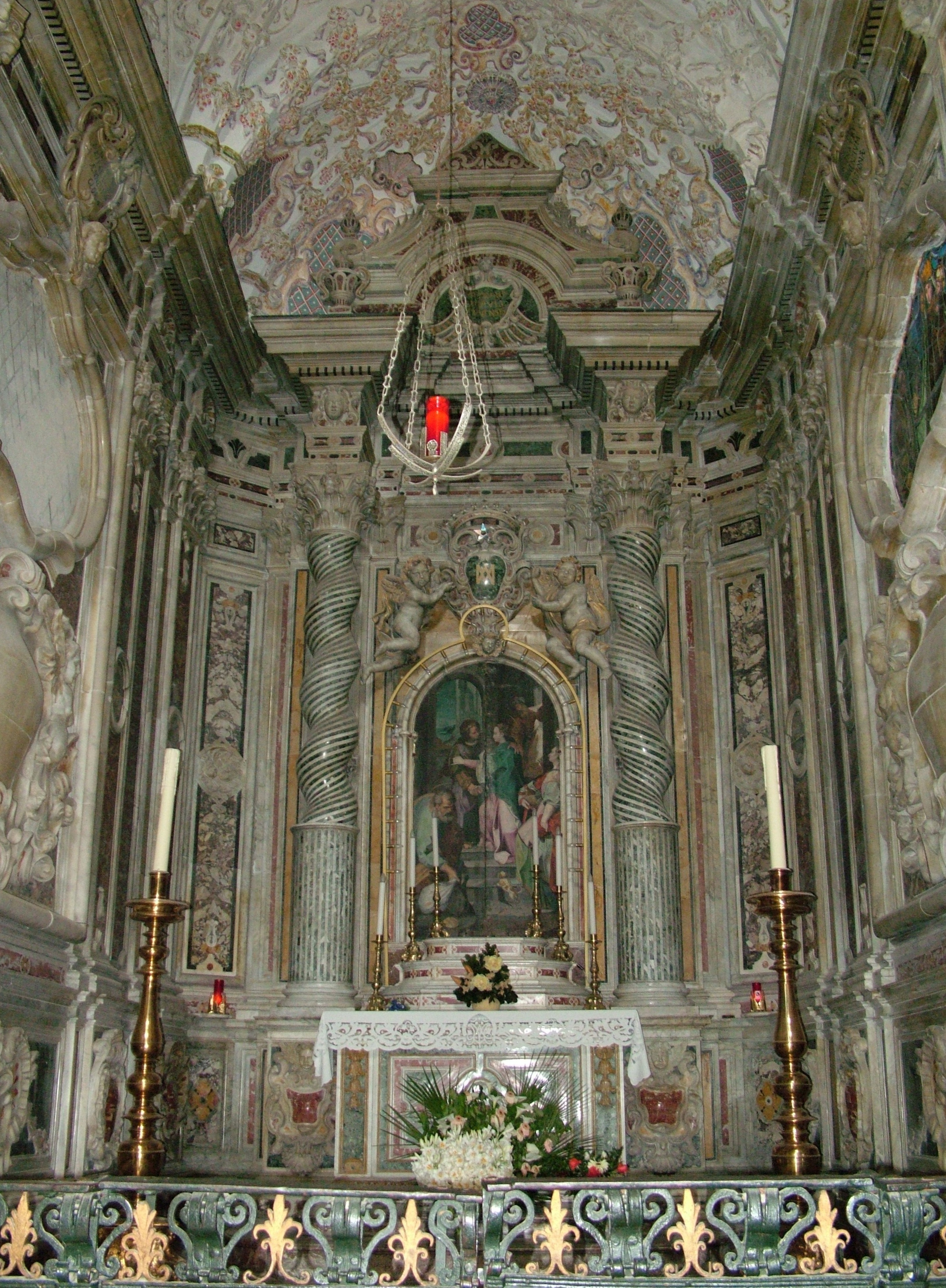
Nebenaltar, Marienkapelle in der rechten Apsis

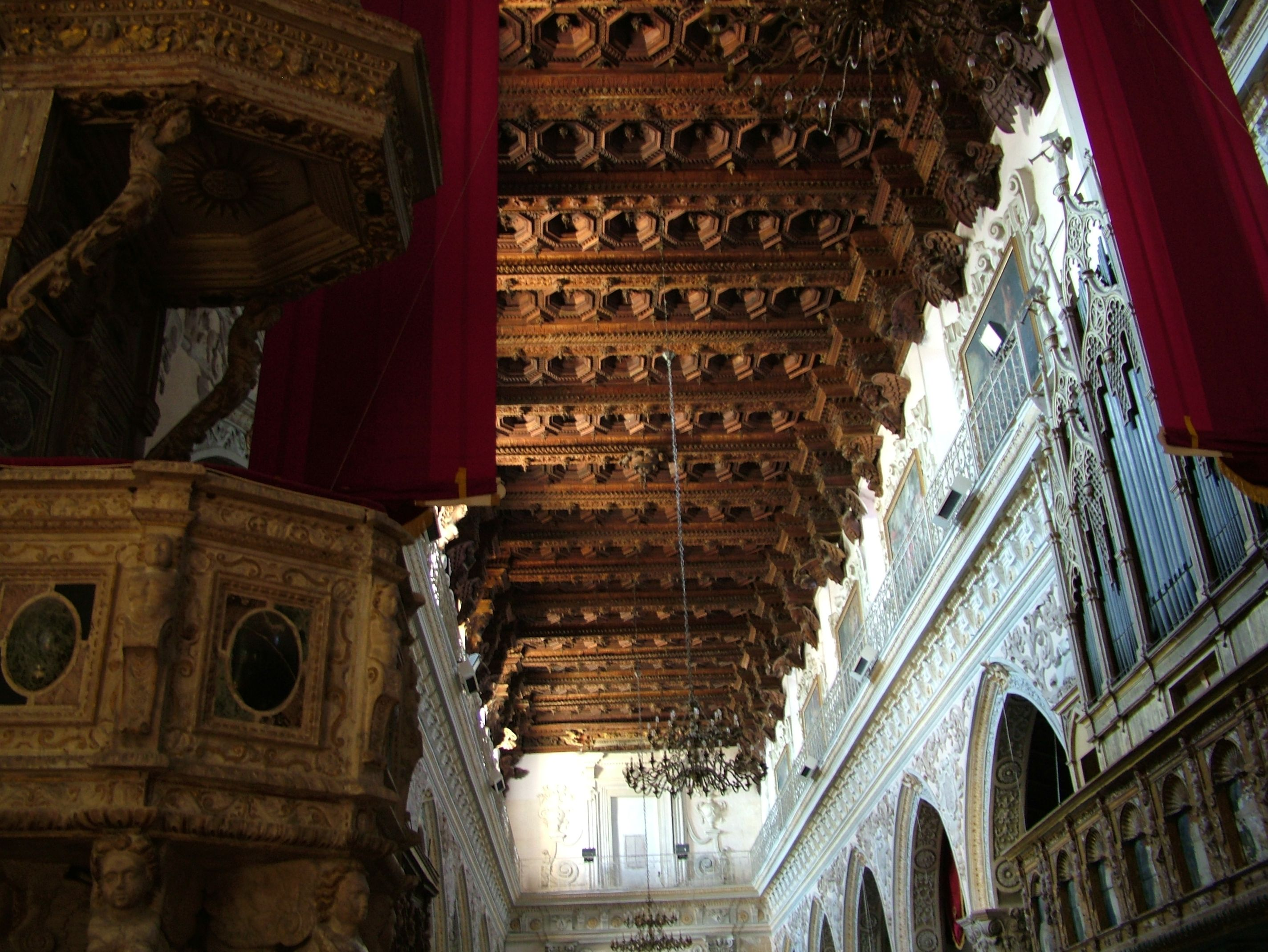
Die Holzkassettendecke

Die Kirche liegt an der Via Roma in Enna. Sie wurde 1307 von Eleonora, der Frau von Friedrich II. gegründet. 1446 wurde sie von einem Brand zerstört und anschließend wieder aufgebaut.

## Das Äußere
Am Anfang des 18. Jahrhunderts wurde die barocke Fassade aus Tuffstein erbaut. Die Fassade war Vorbild für andere kirchliche Fassaden im südöstlichen Teil von Sizilien. Die Seitenwände sind im Stil der Renaissance gehalten und liegen an der Via Roma in Enna.

## Das Innere
Die Kirche besteht aus drei Schiffen. Das Innere ist geprägt durch die Holzkassettendecke. Die Schiffe werden getrennt durch dicke Säulen aus schwarzem Basalt. Es gibt Gemälde von Guglielmo Borremans zu sehen. Die linke Apsis zeigt ein Kreuzrippengewölbe, wie es ursprünglich bestand, die rechte ist mit Malereien und Stuckarbeiten aus dem 18. Jahrhundert geschmückt. 
Beim Altar steht eine Statue der Maria SS. della Visitazione. Die Statue ist aus dem Jahre 1412. Maria SS. della Visitazione ist die Schutzpatronin von Enna. Am 2. Juli jedes Jahres findet zu Ehren der Patronin eine Prozession statt.